# Karl May & Co.
Karl May & Co. – Das Karl-May-Magazin (Eigenschreibweise: KARL MAY & Co.) ist eine vierteljährlich erscheinende deutschsprachige Zeitschrift, die sich allen Themen rund um den deutschen Schriftsteller Karl May widmet und an Karl-May-Interessierte jeglicher Art richtet.

## Geschichte
Das Magazin (heute meist 92 Seiten Umfang) existiert bereits seit November 1984, hieß da allerdings noch Karl-May-Rundbrief und bestand als Fanzine aus wenigen kopierten, zusammengehefteten Kopien. Seitdem entwickelte sich das Karl-May-Magazin, das nach wie vor ein Hobbyprojekt ist und von Karl-May-Fans gestaltet wird, unter verschiedenen Herausgebern und Redaktionen zu einem umfangreichen, großzügig gestalteten gedruckten Heft (heute in Klebebindung und durchgehend farbig). Inzwischen liegen mehr als 145 Ausgaben vor.
Im Mai 2009 feierte das Magazin im Weinkeller von Schloss Wackerbarth in Radebeul sein mittlerweile 25-jähriges Bestehen mit einer Karl-May-Lesung, die die Schauspieler und Sprecher Konrad Halver, Jean-Marc Birkholz, Olaf Hörbe und Frank Wieczorek vortrugen. Zum Abschluss des Jubiläumsjahres veröffentlichte Karl May & Co. eine 132-seitige Jubiläumsausgabe, dem bis dahin seitenstärksten Heft in der Geschichte des Magazins. Den 30. Geburtstag des Magazins feierte man 2014 erneut in Radebeul und das 35. Bestehen in Elspe.

## Herausgeber
Herausgegeben und vertrieben wird Karl May & Co. vom Mescalero e. V., einem 1994 gegründeten, gemeinnützigen Verein mit Sitz in Borod/Westerwald, in dem sich Karl-May-Enthusiasten aus ganz Deutschland, darunter Journalisten, Designer und Medienwissenschaftler, zusammengeschlossen haben, um die Herausgabe des Magazins dauerhaft zu ermöglichen.

## Themenschwerpunkte und Bedeutung
Die Themenschwerpunkte sind Karl Mays Leben und Werk sowie die vielfältige Rezeption. Besondere Bedeutung haben dabei Beiträge über Karl-May-Stoffe auf der Bühne (siehe die zahlreichen Karl-May-Festspiele im deutschsprachigen Raum), im Film (u. a. die populären Karl-May-Filme der 1960er-Jahre mit Pierre Brice und Lex Barker) sowie auf Tonträgern und Speichermedien wie der DVD.
Mit dieser multithematischen Konzeption in Verbindung mit einer aufwändigen, professionellen Heftgestaltung (großzügig angelegte, reizvolle Layouts sind seit Jahrzehnten ein Markenzeichen von Karl May & Co.) ist das Karl-May-Magazin zurzeit konkurrenzlos. Die Leserschaft von Karl May & Co. ist – der thematischen Vielfalt entsprechend – in puncto Alter und Interessen inhomogen.
Die Bilder und Texte sind fast durchgängig Originalbeiträge. Die Bedeutung der gründlich recherchierten Artikel, die oftmals auch echte Neuentdeckungen präsentieren, wird inzwischen auch von der Karl-May-Forschung anerkannt. Verschiedene Standardwerke wie die Jahrbücher der Karl-May-Gesellschaft, die „Karl-May-Chronik“ (5 Bd. aus dem Karl-May-Verlag), „Briefwechsel mit Friedrich Ernst Fehsenfeld“ (2 Bd., 2007 ebenfalls im Karl-May-Verlag erschienen) oder „Karl Mays 'Winnetou', Karl-May-Studien Bd. 10“ (Igel Verlag Wissenschaft) verweisen inzwischen auf das Magazin.
Neuerscheinungen – ob Bücher oder Tonträger (z. B. die zahlreichen neu aufgelegten Hörspiele) – werden in Karl May & Co. meist ausführlich rezensiert. Regelmäßig werden zudem Interviews – beispielsweise mit Persönlichkeiten wie Götz Alsmann, Roger Willemsen, Jürgen von der Lippe, Rainald Grebe, Konrad Halver, Gerd Haffmans, Griseldis Wenner und Dietmar Mues – veröffentlicht.

## Sonstige Veröffentlichungen und Aktivitäten
Seit 1997 ist das Magazin auch online; auf der eigenen Internet-Seite findet man neben aktuellen Informationen aus der gesamten Karl-May-Szene auch ein Forum zum Meinungsaustausch.
2005 und 2009 brachte der Herausgeber von Karl May & Co., der Mescalero e. V., zwei Audio-CDs heraus: zum einen das Karl-May-Hörbuch Der Kutb (wobei es sich um eine Orient-Erzählung Karl Mays handelt) von und mit dem bekannten Hörspielsprecher Konrad Halver, zum anderen der Live-Mitschnitt der Karl-May-Lesung Scharlihs Welt, die im Rahmen der Jubiläumsveranstaltung von Karl May & Co. anlässlich des 25-jährigen Bestehens der Zeitschrift in Radebeul im Mai 2009 uraufgeführt wurde.
Im Frühjahr 2008 stellte Karl May & Co. auf einem der regelmäßig im deutschsprachigen Raum stattfindenden Karl-May-Feste, dem Karl-May-Treffen bei Wien, eine 128-seitige Sonderausgabe zum letzten Winnetou-Kinofilm der 1960er-Jahre, Winnetou und Shatterhand im Tal der Toten (1968), vor, die überwiegend unbekanntes Fotomaterial von den Dreharbeiten des Spielfilms präsentierte. Auf dem Ende Juli 2013 stattgefundenen Karl-May-Fest in Elspe präsentierte Karl May & Co. zudem eine neue 132-seitige Sonderausgabe zur Geschichte der Karl-May-Festspiele Elspe im Zeitraum 1976 bis 1986.
Regelmäßig präsentiert sich Karl May & Co. auf zahlreichen Veranstaltungen der Karl-May-Szene wie den Karl-May-Filmfesten, den Karl-May-Festtagen in Radebeul oder den Kongressen der Karl-May-Gesellschaft.